# Sudamérica Rugby Cup
La Sudamérica Rugby Cup (SRC) fue un torneo de rugby union disputado anualmente entre una selección de la Unión Argentina de Rugby (UAR) y el campeón y vicecampeón del Sudamericano de Rugby A del año anterior.
El partido por el Sudamericano A entre los dos clasificados a la SRC era también válido para este torneo, y completaban el triangular los enfrentamientos entre cada uno de ellos con los argentinos. Los campeones siempre resultaron las selecciones de la UAR que en ocasiones presentó a su primer equipo, y en otras a Argentina XV. A partir de 2018, el Sudamericano de Rugby A pasa a disputarse entre seis equipos y la copa deja de jugarse.

## Reseña
La competición comenzó en 2014 con el nombre de Consur Cup, con la participación de la Argentina -campeón sudamericano 2013-, y las de Uruguay y Chile, que salieron primera y segunda respectivamente en la competencia de Mayores A de ese año. 
El partido entre chilenos y uruguayos por el Sudamericano A 2014 fue válido también para este torneo, por lo que solo faltó disputar Argentina frente a Uruguay y posteriormente frente a Chile. Los Pumas vencieron sus dos partidos y ganaron la primera edición.
La Consur Cup 2015 la disputaron Argentina, en calidad de campeón, y Uruguay y Paraguay por ser las selecciones mejor ubicadas en la tabla de posiciones del Sudamericano A 2014.
En el 2016 y 2017, se jugó ya como Sudamérica Rugby Cup debido al cambio en el nombre del ente organizador. En ambas ediciones se consagró campeón Argentina, Uruguay clasificó en el segundo lugar y Chile tercero; y posteriormente dejó de jugarse la copa.

## Campeonatos
| Edición | Año  | Sede          | Campeón      | 2º puesto | 3º puesto |
| ------- | ---- | ------------- | ------------ | --------- | --------- |
| I       | 2014 | Sin sede fija | Argentina    | Uruguay   | Chile     |
| II      | 2015 | Sin sede fija | Argentina    | Uruguay   | Paraguay  |
| III     | 2016 | Sin sede fija | Argentina XV | Uruguay   | Chile     |
| IV      | 2017 | Sin sede fija | Argentina XV | Uruguay   | Chile     |

## Posiciones
Número de veces que las selecciones ocuparon cada posición en todas las ediciones.
| Equipo    | Campeón | 2º puesto | 3º puesto |
| --------- | ------- | --------- | --------- |
| Argentina | 4       |           |           |
| Uruguay   |         | 4         |           |
| Chile     |         |           | 3         |
| Paraguay  |         |           | 1         |